# Otto Küster
Otto Küster (* 4. Januar 1907 in Stuttgart; † 7. März 1989 ebenda) war ein deutscher Jurist, Antifaschist und engagierter Christ, der sich nach 1945 insbesondere um die deutsche Wiedergutmachung verdient machte.
Das Land Baden-Württemberg entfernte ihn 1954 aus dem Staatsdienst, weil er zu unbequem geworden war. Sein 1955 vor dem Oberlandesgericht Frankfurt am Main gehaltenes Plädoyer im Prozess gegen die I. G. Farben ist, unter dem Titel Das Minimum der Menschlichkeit, in die Rechtsgeschichte eingegangen.

## Werdegang
Der Sohn des Chemikers William Küster studierte an den Universitäten Tübingen, München und Berlin Rechtswissenschaften. Nach Abschluss des Studiums promovierte er nicht und wurde 1932 Amtsrichter in Stuttgart.
Er wurde im Herbst 1933 vom NS-Regime wegen „politischer Unzuverlässigkeit“ als Richter entlassen. Er beantragte die Zulassung als Rechtsanwalt, erhielt diese aber erst im Frühjahr. Er übernahm eine Aufgabe als Justiziar in der Wehrkreisverwaltung in Stuttgart.
Von 1945 bis 1954 amtierte er als Staatsbeauftragter für die Wiedergutmachung im Justizministerium des Landes Baden-Württemberg, wo er auch, ohne Beamtenstatus, Abteilungsleiter für Öffentliches Recht war.
Er nahm 1948 am Verfassungskonvent in Herrenchiemsee teil und schlug das konstruktive Misstrauensvotum vor, das im Grundgesetz (Artikel 67) kodifiziert wurde. Damit konnte der Bundeskanzler  durch ein Misstrauensvotum abgesetzt werden; im Gegensatz zur Verfassung der Weimarer Republik musste im gleichen Zug ein neuer Bundeskanzler gewählt und eine neue Regierung gebildet werden. Damit sollte verhindert werden, dass das Misstrauensvotum wie in der Weimarer Republik destruktiv missbraucht werden konnte.
1952 wurde er zudem von der Bundesregierung (Kabinett Adenauer I) zum Stellvertretenden Leiter der deutschen Delegation bei den deutsch-israelischen Wiedergutmachungsverhandlungen in Wassenaar bei Den Haag berufen.
Dabei wurde versucht, ihn sowie Kanzler Adenauer und Franz Böhm mit einer Briefbombe zu verletzen.
Zum Jahresende 1954 kündigte Baden-Württemberg Küsters Mandat. Er hatte sich gegen geplante Einmischungen des Finanzministeriums verwahrt. Allerdings kam es schon am 5. August zu einer fristlosen Entlassung aufgrund eines der Regierung in die Hände gespielten Privatbriefes Küsters. Diese Maßregelung rief zahlreiche Proteste hervor.
Anschließend war Küster erneut als Rechtsanwalt tätig. 1955 zählte er zu den Anwälten Norbert Wollheims, der wegen seiner Auschwitzer NS-Zwangsarbeit einen Prozess gegen die I. G. Farben angestrengt hatte. Küster hielt ein Aufsehen erregendes Plädoyer. Gegen die übliche Haltung, rohe Meister und Vorarbeiter für die an den Zwangsarbeitern begangenen Grausamkeiten verantwortlich zu machen, unterstrich Küster den Schuldanteil der Eigner und leitenden Angestellten des beklagten Unternehmens und stellte unter anderem fest:
„Die Beklagte hält es für richtig, zu fragen, aus welchem Rechtsgrund sie denn eigentlich den Häftlingen gegenüber verpflichtet gewesen sein solle, ihr Schicksal zu verbessern. Das Landgericht hat ihr darauf schon zur Antwort gegeben: Weil das Recht, das ihr das nicht zur Pflicht machen würde, diesen Namen nicht verdient.“
Hier berührte Küster die grundsätzliche Problematik eines Rechtes, das Formulierungen von Tat- oder Unterlassungsbeständen wichtiger als den Gegenstand des Rechtes nimmt, den Menschen. Im Ergebnis führten die Bemühungen von Wollheim und seinen Anwälten immerhin auch zu gewissen Entschädigungen von zahlreichen anderen Zwangsarbeitern.
In der Deutschlandfrage („Westbindung“) und anderen weltpolitischen Fragen teilte der Schwiegersohn des Prälaten Max Mayer-List (1871–1949) die Positionen des christlich-konservativen Kronberger Kreises. Mit seiner Frau Irmgard hatte Otto Küster acht Kinder.
Für seine Verdienste wurde ihm 1967 von der juristischen Fakultät der Universität Tübingen die Ehrendoktorwürde verliehen. 1985 erhielt er als erster Preisträger die Stuttgarter Otto-Hirsch-Medaille.

## Veröffentlichungen
- Ausgleichspflicht ohne eigene Haftpflicht. 1943
- mit Wilhelm Grewe: Nürnberg als Rechtsfrage. Klett, Stuttgart 1947
- Über die Schuld des Königs Ödipus. In: Beiträge zur geistigen Überlieferung, Godesberg, 1947, Seite 167–183
- Jeanne d’Arc und Schiller, 1947
- Föderative Probleme einer deutschen Verfassung. In: Süddeutsche Juristenzeitung, Heft 3, 1948
- mit Dolf Sternberger: Die rechtliche Verantwortung des Journalisten. Schneider, Heidelberg 1949
- Das Gewaltenproblem im modernen Staat, Aufsatz von 1949
- mit Gerhard Leibfried und Otto Greiner: Die Friedensgerichtsbarkeit in Württemberg-Baden. Kohlhammer, Stuttgart 1949
- Konkreter Glaube. Aufsatz von 1952
- Wiedergutmachung als elementare Rechtsaufgabe. Schulte-Bulmke, Frankfurt/Main 1953
- Das Minimum der Menschlichkeit. Plädoyer vor dem Oberlandesgericht Frankfurt/Main, 1. März 1955, u. a. abgedruckt in: Dachauer Hefte, Nummer 2, 1986, Seite 156–174
- Israel-Tagebuch März 1956. Selbstverlag, Köln 1958
- Persönlichkeitsschutz und Pressefreiheit. Vortrag, C. F. Müller, Karlsruhe 1960
- Glauben müssen?. Theologische Essays, Klett, Stuttgart 1963
- Probleme der Leistungsverwaltung. Vortrag, Berlin 1965
- Erfahrungen in der deutschen Wiedergutmachung. Mohr Siebeck, Tübingen 1967
- Christlich bestimmt. Vortrag, Selbstverlag (Stuttgart) 1969
- mit Ernst Klett: Die dramatische Struktur der Wahrheit. Ausgewählte Schriften, dem Autor zum 60. Geburtstag (mit Bibliographie), Klett, Stuttgart 1971
- mit Annemarie Möller und Gottfried Raiser: Rolf Raiser Zum Gedenken. Klett, Stuttgart 1977
- Gut und Böse. Texte 1972–1977. Stuttgart 1978